# Кировск (Мурманска област)
Кировск (рус. Кировск) град је на крајњем северозападу европског дела Руске Федерације. Налази се на крајњем западу Кољског полуострва, односно у централном делу Мурманске области и административно припада Кировском градском округу чији је уједно и административни центар.
Према проценама националне статистичке службе Русије за 2016. у граду је живело 26.971 становника. Садашње има град носи у знак сећања на совјетског револуционара Сергеја Кирова.
У Кировску се налази најсевернија ботаничка башта у Русији − Кировски поларно-алпијски ботанички институт.

## Географија
Град Кировск налази се у најзападнијем делу Кољског полуострва, северно од арктичког круга, и на неких 150 километара јужније од града Мурманска. Лежи у долини уз јужну подгорину Хибинских планина, односно планине Кукисвумчор, на месту где из ледничког језера Велики Вудјавр отиче његова једина отока, река Белаја.
У границама града налази се и насеље Кукисвумчор са око 2.000 становника, које се налази око 3 километра северније од градског центра.
Град је редовном аутобуском линијом повезан са оближњим Апатитом.

## Историја
Као резултат обимних рударско-геолошких истраживања која је на подручју Хибинских планина проводила истраживачка група предвођена академиком Александром Ферсманом у периоду 1921−1923. откривена су значајна лежишта минерала апатита. Већ 1929. концерн „Апатит” започео је са радовима на експлоатацији тих налазишта, а паралелно са рудником и фабричким постројењима развило се и рударско насеље Кукисвумчор. У октобру 1931. насељу је додељен званичан статус града, а са статусом дошло је и ново име Хибиногорск.
Одлуком совјетских власти од 15. децембра 1934. град Хибиногорск је у знак сећања на совјетског револуционара Сергеја Кирова, који је убијен свега 15 дана раније, преименован је у Кировск. Кировск је у периоду 1935−1954. био седиште Кировског рејона, у то време у границама Лењинградске области.
Северни део града који се налази подно јужних обронака Кукисвумчора налазио се под сталним претњама од лавина које су често узроковале и људске жртве. Тако је у две лавине које су се обрушиле на насеље 5. децембра 1935. смртно страдало 89 особа, а исто насеље је готово потпуно затрпано у снажној лавини 1943. године. Да би се спречиле будуће катастрофе узроковане снежним лавинама, у Кировску је успостављена служба за заштиту од лавина, прва цивилна служба тог типа на подручју Совјетског Савеза. Последња лавина која се обрушила на тај део града у зиму 2016. усмртила је троје људи.
Године 2005. у граду је основан Хибински женски манастир Руске православне цркве.
Од 2004. године град Кировск је седиште новооснованог Кировског градског округа.

## Демографија
Према подацима са пописа становништва 2010. у граду је живело 28.625 становника, док је према проценама националне статистичке службе за 2016. град имао 26.971 становника.
| 1939.  | 1959.  | 1970.  | 1979.  | 1989.  | 2002.  | 2010.  | 2016.  |
| ------ | ------ | ------ | ------ | ------ | ------ | ------ | ------ |
| 22.542 | 39.047 | 38.484 | 40.521 | 43.526 | 31.593 | 28.625 | 26.971 |

По броју становника Кировск се 2016. налазио на 547. месту од 1.112 званичних градова Русије.

## Привреда
Рударство и металургија су главне привредне активности у граду, а целокупна рударско-топионичарска активност одвија се преко комбината „Апатит”. У саставу комбината послују 3 рудника и 2 рафинерије за прераду апатита и нефелина.
У последње време интензивно се развија туризам, посебно зимски ски туризам. Град Кировск је један од најважнијих центара за алпско скијање у Русији.

## Образовање и култура
Од 2016. у граду ради истурено одељење Мурманског арктичког универзитета.
У Кировску се налази поларно-алпијска ботаничка башта која делује под патронатом Кољског научног центра Руске академије наука. Кировска ботаничка башта је најсевернија ботаничка башта на тлу Русије, и једна од тек три у свету које се налазе унутар поларног круга. У ботаничкој башти Кировска узгаја се више од 2,5 хиљаде биљака са свих светских континената.
Недалеко од града налази се научно-истраживачка станица Географског факултета Московског универзитета, у којој практичну наставу похађају студенти Московског државног универзитета.

## Међународна сарадња
Град Кировск има потписане уговоре о међународној сарадњи са седећим местима:
- Торнио (Финска)
- Харстад (Норвешка)
- Јеливаре (Шведска)
- Њури (Северна Ирска)